# Irina Voronina
Irina Vadimovna Voronina (Russisch: Ирина Вадимовна Воронина) (Dzerzjinsk, 19 december 1979), is een Russisch model en actrice.
Voronina begon te werken als model op haar veertiende. In januari 2001 was ze de Playmate van de maand van Playboy.
Voronina speelde ook mee in enkele films zoals Epic Movie en Piranha 3DD. Ze speelde ook mee in de sitcom iCarly.
- Library of Congress Control Number: no2016123320
- Virtual International Authority File: 3439147665817960670009
- WorldCat: E39PBJjXdhGGcWdkQxhkhCfXh3